# 王嘉 (五胡十六國)
王嘉（？—390年），字子年，隴西安陽人。王嘉外貌醜陋，在東陽谷穴居，教授弟子數百人。石虎末年，王嘉來到終南山和倒獸山隱居。苻堅多次徵召他，但都被王嘉拒絕。淝水之戰前一年，苻堅曾經派人問過王嘉戰情，王嘉回答「金剛火強」；又
問苻秦的國祚如何，王嘉回答說「未央」。苻堅以為這兩句都是吉祥話，沒想
到卻在肥水一戰潰敗。385年，高僧道安临终之前，王嘉与道安交谈甚久。道安謂嘉曰:“世故方殷，可以行矣。”王嘉答曰:“卿其先行，吾負債未果去。”姚萇攻入長安後，逼迫王嘉跟隨自己。姚萇與苻登僵持期間，姚萇問王嘉：“我能殺掉苻登平定天下嗎？”王嘉說：“略得之”，姚萇聽後大怒：“能就說能，什麼叫大概可以！”於是將王嘉斬首。苻登聽說王嘉被殺，悲傷痛哭，追贈為太師，諡號為文。姚萇死後，其子姚興（字子略）殺苻登，平定天下。時人方知當年王嘉說的「略得之」指的應該是「姚子略」得天下。王嘉著有《拾遺記》（又名《拾遺錄》）十卷。

## 延伸阅读
[在维基数据编辑]
 《晉書·卷095》，出自房玄齡《晉書》